# Zoilo Versalles
Zoilo Casanova Versalles Rodriguez (ur. 18 grudnia 1939, zm. 9 czerwca 1995) – kubański baseballista, który występował na pozycji łącznika przez 12 sezonów w Major League Baseball i przez sezon w Nippon Professional Baseball.
Versalles podpisał kontrakt jako wolny agent w 1958 roku z Washington Senators i początkowo grał w klubach farmerskich tego zespołu. W MLB zadebiutował 1 sierpnia 1959 w meczu przeciwko Chicago White Sox. W sezonie 1963 po raz pierwszy wystąpił w Meczu Gwiazd i po raz pierwszy zdobył Złotą Rękawicę.
W 1965 zdobył najwięcej w lidze runów (126), double'ów (45) i triple'ów (12, w latach 1963 i 1964 również zwyciężał w tej klasyfikacji), a także otrzymał nagrodę MVP American League. W listopadzie 1968 w ramach wymiany zawodników przeszedł do Los Angeles Dodgers. Grał jeszcze w Washington Senators, Atlanta Braves i w występującym w japońskiej Central League Hiroshima Toyo Carp, w którym zakończył karierę.
| Nagroda/wyróżnienie | Lata       | Źródło |
| MVP American League | 1965       | [ 5 ]  |
| 2× All-Star         | 1963, 1965 | [ 2 ]  |
| 2× Gold Glove Award | 1963, 1965 | [ 4 ]  |